# Campeonato Ecuatoriano de Fútbol 1987
El Campeonato Ecuatoriano de Fútbol 1987, conocido oficialmente como «Campeonato Nacional de Fútbol 1987», fue la 29.ª edición del Campeonato nacional de fútbol profesional de la Primera División en Ecuador. El torneo fue organizado por la Federación Ecuatoriana de Fútbol. Hubo descenso a la Segunda División.
Barcelona se coronó campeón por novena vez en su historia.

## Sistema de juego
Este campeonato se disputó entre 18 equipos que jugaron partidos de ida y vuelta, bajo la modalidad de sistema de todos contra todos. Luego de 34 fechas, los primeros 12 equipos clasificaron para la segunda etapa; el último equipo en el último puesto descendió a la Segunda División de 1988.
En la segunda etapa, los 12 equipos se dividieron en 2 grupos de 6 equipos. El Grupo 1 encuadradas por Barcelona, Filanbanco, Liga Deportiva Universitaria de Portoviejo, Liga Deportiva Universitaria, Aucas y Técnico Universitario; El Grupo 2 encuadradas por Emelec, Audaz Octubrino, El Nacional, Deportivo Quito, Macará y Deportivo Cuenca.
Los 2 equipos ganadores de cada una de las llaves clasificaron al cuadrangular por el título, que se definió es partidos por equipo.

## Relevo anual de clubes
| Pos. | de la Primera División |
| ---- | ---------------------- |
| 1º   | 9 de Octubre           |

| Pos. | de la Segunda División |
| ---- | ---------------------- |
| 1º   | Aucas                  |

| Pos. | de la Segunda División de Chimborazo |
| ---- | ------------------------------------ |
| 1º   | River Plate (Riobamba)               |

| Pos. | de la Segunda División de Cotopaxi |
| ---- | ---------------------------------- |
| 1º   | Deportivo Cotopaxi                 |

## Datos de los clubes
| Equipo                 | Ciudad                                                                    | Provincia  |
| ---------------------- | ------------------------------------------------------------------------- | ---------- |
| América de Quito       | Quito                                                                     | Pichincha  |
| Aucas                  | Quito                                                                     | Pichincha  |
| Audaz Octubrino        | Machala                                                                   | El Oro     |
| Barcelona              | Guayaquil                                                                 | Guayas     |
| Deportivo Cotopaxi     | [[Archivo:\|20x20px\|border\|Bandera de Latacunga]] Latacunga             | Cotopaxi   |
| Deportivo Cuenca       | Cuenca                                                                    | Azuay      |
| Deportivo Quevedo      | Quevedo                                                                   | Los Ríos   |
| Deportivo Quito        | Quito                                                                     | Pichincha  |
| El Nacional            | Quito                                                                     | Pichincha  |
| Emelec                 | Guayaquil                                                                 | Guayas     |
| Esmeraldas Petrolero   | [[Archivo:\|20x20px\|border\|Bandera de Esmeraldas (Ecuador)]] Esmeraldas | Esmeraldas |
| Filanbanco             | Guayaquil / Milagro                                                       | Guayas     |
| Liga de Portoviejo     | Portoviejo                                                                | Manabí     |
| Liga de Quito          | Quito                                                                     | Pichincha  |
| Macará                 | Ambato                                                                    | Tungurahua |
| River Plate (Riobamba) | Riobamba                                                                  | Chimborazo |
| Técnico Universitario  | Ambato                                                                    | Tungurahua |
| Universidad Católica   | Quito                                                                     | Pichincha  |

## Equipos por ubicación geográfica
| Provincia  | N.º | Equipos                                                                                           |
| ---------- | --- | ------------------------------------------------------------------------------------------------- |
| Pichincha  | 6   | - América de Quito - Aucas - Deportivo Quito - El Nacional - Liga de Quito - Universidad Católica |
| Guayas     | 3   | - Barcelona - Emelec - Filanbanco                                                                 |
| Tungurahua | 2   | - Macará - Técnico Universitario                                                                  |
| Azuay      | 1   | - Deportivo Cuenca                                                                                |
| Chimborazo | 1   | - River Plate (Riobamba)                                                                          |
| Cotopaxi   | 1   | - Deportivo Cotopaxi                                                                              |
| El Oro     | 1   | - Audaz Octubrino                                                                                 |
| Esmeraldas | 1   | - Esmeraldas Petrolero                                                                            |
| Los Ríos   | 1   | - Deportivo Quevedo                                                                               |
| Manabí     | 1   | - Liga de Portoviejo                                                                              |

| Liga de Portoviejo Audaz Octubrino Barcelona Emelec Filanbanco Deportivo Quevedo Esmeraldas Petrolero Universidad Católica Liga de Quito El Nacional Deportivo Quito Aucas América de Quito Deportivo Cuenca River Plate (Riobamba) Macará Técnico Universitario Deportivo Cotopaxi |

## Primera etapa

### Partidos y resultados
| Fecha 1    | Fecha 1               | Fecha 1   | Fecha 1              |
| Fecha      | Equipo Local          | Resultado | Equipo Visitante     |
| ---------- | --------------------- | --------- | -------------------- |
| 7 de marzo | Deportivo Cotopaxi    | 2 - 2     | Deportivo Quevedo    |
| 7 de marzo | Aucas                 | 2 - 2     | Liga de Portoviejo   |
| 7 de marzo | Liga de Quito         | 0 - 0     | Macará               |
| 8 de marzo | Técnico Universitario | 0 - 0     | Universidad Católica |
| 8 de marzo | Deportivo Cuenca      | 0 - 0     | Barcelona            |
| 8 de marzo | Audaz Octubrino       | 2 - 0     | River Plate (R)      |
| 8 de marzo | Filanbanco            | 2 - 1     | El Nacional          |
| 8 de marzo | Emelec                | 0 - 0     | Deportivo Quito      |
| 8 de marzo | América de Quito      | 1 - 0     | Esmeraldas Petrolero |

| Fecha 2     | Fecha 2              | Fecha 2   | Fecha 2               |
| Fecha       | Equipo Local         | Resultado | Equipo Visitante      |
| ----------- | -------------------- | --------- | --------------------- |
| 14 de marzo | Esmeraldas Petrolero | 1 - 0     | Deportivo Cuenca      |
| 14 de marzo | River Plate (R)      | 2 - 1     | Filanbanco            |
| 14 de marzo | Macará               | 1 - 3     | Aucas                 |
| 15 de marzo | El Nacional          | 2 - 0     | Audaz Octubrino       |
| 15 de marzo | Universidad Católica | 1 - 2     | Emelec                |
| 15 de marzo | Deportivo Quito      | 1 - 1     | América de Quito      |
| 15 de marzo | Deportivo Quevedo    | 4 - 2     | Técnico Universitario |
| 15 de marzo | Liga de Portoviejo   | 0 - 2     | Liga de Quito         |
| 15 de marzo | Barcelona            | 5 - 1     | Deportivo Cotopaxi    |

| Fecha 3     | Fecha 3               | Fecha 3   | Fecha 3              |
| Fecha       | Equipo Local          | Resultado | Equipo Visitante     |
| ----------- | --------------------- | --------- | -------------------- |
| 21 de marzo | Deportivo Quito       | 2 - 0     | Liga de Portoviejo   |
| 21 de marzo | Filanbanco            | 5 - 0     | Universidad Católica |
| 21 de marzo | América de Quito      | 1 - 1     | Liga de Quito        |
| 21 de marzo | Técnico Universitario | 3 - 0     | Esmeraldas Petrolero |
| 21 de marzo | Emelec                | 3 - 1     | Macará               |
| 21 de marzo | Deportivo Cuenca      | 2 - 0     | Deportivo Quevedo    |
| 22 de marzo | Aucas                 | 2 - 1     | River Plate (R)      |
| 25 de marzo | Audaz Octubrino       | 1 - 0     | Barcelona            |
| 25 de marzo | Deportivo Cotopaxi    | 2 - 5     | El Nacional          |

| Fecha 4     | Fecha 4              | Fecha 4   | Fecha 4               |
| Fecha       | Equipo Local         | Resultado | Equipo Visitante      |
| ----------- | -------------------- | --------- | --------------------- |
| 28 de marzo | Esmeraldas Petrolero | 3 - 1     | Emelec                |
| 28 de marzo | Liga de Quito        | 5 - 1     | Audaz Octubrino       |
| 28 de marzo | Macará               | 0 - 1     | Deportivo Cuenca      |
| 28 de marzo | Aucas                | 2 - 1     | El Nacional           |
| 29 de marzo | Universidad Católica | 2 - 0     | Deportivo Cotopaxi    |
| 29 de marzo | River Plate (R)      | 2 - 1     | Técnico Universitario |
| 29 de marzo | Deportivo Quevedo    | 0 - 1     | Filanbanco            |
| 29 de marzo | Liga de Portoviejo   | 2 - 1     | América de Quito      |
| 29 de marzo | Barcelona            | 2 - 0     | Deportivo Quito       |

| Fecha 5    | Fecha 5               | Fecha 5   | Fecha 5              |
| Fecha      | Equipo Local          | Resultado | Equipo Visitante     |
| ---------- | --------------------- | --------- | -------------------- |
| 3 de abril | Técnico Universitario | 1 - 0     | Barcelona            |
| 4 de abril | Deportivo Quito       | 0 - 2     | Liga de Quito        |
| 4 de abril | Deportivo Cotopaxi    | 3 - 3     | Macará               |
| 4 de abril | Deportivo Cuenca      | 1 - 0     | River Plate (R)      |
| 5 de abril | América de Quito      | 0 - 0     | Universidad Católica |
| 5 de abril | Audaz Octubrino       | 1 - 1     | Aucas                |
| 5 de abril | Filanbanco            | 2 - 0     | Esmeraldas Petrolero |
| 5 de abril | Emelec                | 2 - 1     | Liga de Portoviejo   |
| 3 de abril | El Nacional           | 3 - 0     | Deportivo Quevedo    |

| Fecha 6     | Fecha 6              | Fecha 6   | Fecha 6               |
| Fecha       | Equipo Local         | Resultado | Equipo Visitante      |
| ----------- | -------------------- | --------- | --------------------- |
| 11 de abril | Esmeraldas Petrolero | 2 - 1     | El Nacional           |
| 11 de abril | Aucas                | 3 - 1     | Emelec                |
| 11 de abril | Deportivo Quito      | 1 - 1     | Filanbanco            |
| 12 de abril | Macará               | 1 - 1     | Audaz Octubrino       |
| 12 de abril | Universidad Católica | 0 - 0     | Deportivo Cuenca      |
| 12 de abril | River Plate (R)      | 0 - 0     | Deportivo Cotopaxi    |
| 12 de abril | Liga de Portoviejo   | 0 - 0     | Técnico Universitario |
| 12 de abril | Deportivo Quevedo    | 2 - 1     | Liga de Quito         |
| 22 de julio | Barcelona            | 2 - 0     | América de Quito      |

| Fecha 7     | Fecha 7               | Fecha 7   | Fecha 7              |
| Fecha       | Equipo Local          | Resultado | Equipo Visitante     |
| ----------- | --------------------- | --------- | -------------------- |
| 18 de abril | Liga de Quito         | 1 - 0     | Universidad Católica |
| 18 de abril | El Nacional           | 1 - 0     | Barcelona            |
| 18 de abril | Deportivo Cotopaxi    | 1 - 0     | Esmeraldas Petrolero |
| 18 de abril | Técnico Universitario | 0 - 0     | Aucas                |
| 18 de abril | Deportivo Cuenca      | 2 - 0     | Liga de Portoviejo   |
| 19 de abril | América de Quito      | 1 - 0     | River Plate (R)      |
| 19 de abril | Audaz Octubrino       | 2 - 1     | Deportivo Quito      |
| 19 de abril | Filanbanco            | 4 - 1     | Macará               |
| 19 de abril | Emelec                | 1 - 0     | Deportivo Quevedo    |

| Fecha 8     | Fecha 8              | Fecha 8   | Fecha 8               |
| Fecha       | Equipo Local         | Resultado | Equipo Visitante      |
| ----------- | -------------------- | --------- | --------------------- |
| 25 de abril | Esmeraldas Petrolero | 0 - 1     | Audaz Octubrino       |
| 26 de abril | Deportivo Quito      | 2 - 0     | Técnico Universitario |
| 26 de abril | Aucas                | 2 - 0     | Deportivo Cotopaxi    |
| 26 de abril | Liga de Quito        | 1 - 1     | Deportivo Cuenca      |
| 26 de abril | River Plate (R)      | 0 - 0     | Universidad Católica  |
| 26 de abril | Macará               | 0 - 1     | El Nacional           |
| 26 de abril | Deportivo Quevedo    | 1 - 1     | América de Quito      |
| 26 de abril | Liga de Portoviejo   | 1 - 1     | Filanbanco            |
| 26 de abril | Emelec               | 0 - 1     | Barcelona             |

| Fecha 9   | Fecha 9               | Fecha 9   | Fecha 9              |
| Fecha     | Equipo Local          | Resultado | Equipo Visitante     |
| --------- | --------------------- | --------- | -------------------- |
| 2 de mayo | El Nacional           | 3 - 1     | River Plate (R)      |
| 2 de mayo | Universidad Católica  | 0 - 0     | Esmeraldas Petrolero |
| 2 de mayo | América de Quito      | 1 - 1     | Aucas                |
| 2 de mayo | Técnico Universitario | 1 - 0     | Emelec               |
| 2 de mayo | Deportivo Cotopaxi    | 0 - 1     | Liga de Portoviejo   |
| 3 de mayo | Deportivo Cuenca      | 4 - 0     | Deportivo Quito      |
| 3 de mayo | Audaz Octubrino       | 1 - 0     | Deportivo Quevedo    |
| 3 de mayo | Filanbanco            | 1 - 1     | Liga de Quito        |
| 3 de mayo | Barcelona             | 2 - 0     | Macará               |

| Fecha 10   | Fecha 10              | Fecha 10  | Fecha 10             |
| Fecha      | Equipo Local          | Resultado | Equipo Visitante     |
| ---------- | --------------------- | --------- | -------------------- |
| 8 de mayo  | Esmeraldas Petrolero  | 1 - 1     | Barcelona            |
| 9 de mayo  | Deportivo Quito       | 5 - 0     | Deportivo Cotopaxi   |
| 9 de mayo  | América de Quito      | 0 - 1     | Deportivo Cuenca     |
| 9 de mayo  | Aucas                 | 1 - 0     | Filanbanco           |
| 9 de mayo  | Técnico Universitario | 1 - 1     | Macará               |
| 9 de mayo  | River Plate (R)       | 2 - 3     | Liga de Quito        |
| 9 de mayo  | Emelec                | 2 - 0     | Audaz Octubrino      |
| 9 de mayo  | Deportivo Quevedo     | 3 - 2     | Universidad Católica |
| 10 de mayo | Liga de Portoviejo    | 2 - 0     | El Nacional          |

| Fecha 11   | Fecha 11             | Fecha 11  | Fecha 11              |
| Fecha      | Equipo Local         | Resultado | Equipo Visitante      |
| ---------- | -------------------- | --------- | --------------------- |
| 16 de mayo | Deportivo Quito      | 7 - 0     | Deportivo Quevedo     |
| 16 de mayo | Universidad Católica | 1 - 1     | El Nacional           |
| 16 de mayo | Liga de Quito        | 3 - 0     | Esmeraldas Petrolero  |
| 16 de mayo | Deportivo Cotopaxi   | 2 - 2     | Emelec                |
| 17 de mayo | Macará               | 3 - 0     | Liga de Portoviejo    |
| 17 de mayo | Deportivo Cuenca     | 2 - 0     | Aucas                 |
| 17 de mayo | Audaz Octubrino      | 4 - 1     | América de Quito      |
| 17 de mayo | Filanbanco           | 1 - 0     | Técnico Universitario |
| 17 de mayo | Barcelona            | 2 - 0     | River Plate (R)       |

| Fecha 12   | Fecha 12              | Fecha 12  | Fecha 12           |
| Fecha      | Equipo Local          | Resultado | Equipo Visitante   |
| ---------- | --------------------- | --------- | ------------------ |
| 23 de mayo | Esmeraldas Petrolero  | 0 - 1     | Deportivo Quito    |
| 23 de mayo | Universidad Católica  | 0 - 2     | Audaz Octubrino    |
| 23 de mayo | América de Quito      | 1 - 2     | Filanbanco         |
| 23 de mayo | Liga de Quito         | 0 - 0     | Aucas              |
| 23 de mayo | Técnico Universitario | 5 - 1     | Deportivo Cotopaxi |
| 24 de mayo | Deportivo Quevedo     | 1 - 2     | Macará             |
| 24 de mayo | Emelec                | 0 - 1     | River Plate (R)    |
| 27 de mayo | Deportivo Cuenca      | 0 - 1     | El Nacional        |
| 27 de mayo | Liga de Portoviejo    | 3 - 1     | Barcelona          |

| Fecha 13    | Fecha 13           | Fecha 13  | Fecha 13              |
| Fecha       | Equipo Local       | Resultado | Equipo Visitante      |
| ----------- | ------------------ | --------- | --------------------- |
| 30 de mayo  | Deportivo Quito    | 3 - 3     | Universidad Católica  |
| 30 de mayo  | El Nacional        | 3 - 1     | Emelec                |
| 30 de mayo  | Deportivo Cotopaxi | 1 - 2     | Liga de Quito         |
| 30 de mayo  | Macará             | 1 - 0     | América de Quito      |
| 31 de mayo  | River Plate (R)    | 0 - 0     | Liga de Portoviejo    |
| 31 de mayo  | Audaz Octubrino    | 2 - 0     | Técnico Universitario |
| 31 de mayo  | Filanbanco         | 1 - 1     | Deportivo Cuenca      |
| 31 de mayo  | Barcelona          | 2 - 0     | Deportivo Quevedo     |
| 17 de junio | Aucas              | 1 - 1     | Esmeraldas Petrolero  |

| Fecha 14   | Fecha 14              | Fecha 14  | Fecha 14             |
| Fecha      | Equipo Local          | Resultado | Equipo Visitante     |
| ---------- | --------------------- | --------- | -------------------- |
| 6 de junio | Esmeraldas Petrolero  | 3 - 2     | Macará               |
| 6 de junio | América de Quito      | 2 - 1     | Deportivo Cotopaxi   |
| 6 de junio | Liga de Quito         | 0 - 2     | Barcelona            |
| 6 de junio | Técnico Universitario | 1 - 1     | El Nacional          |
| 7 de junio | Deportivo Cuenca      | 0 - 0     | Audaz Octubrino      |
| 7 de junio | Deportivo Quito       | 1 - 0     | River Plate (R)      |
| 7 de junio | Liga de Portoviejo    | 2 - 0     | Universidad Católica |
| 7 de junio | Deportivo Quevedo     | 1 - 0     | Aucas                |
| 7 de junio | Emelec                | 2 - 1     | Filanbanco           |

| Fecha 15    | Fecha 15              | Fecha 15  | Fecha 15             |
| Fecha       | Equipo Local          | Resultado | Equipo Visitante     |
| ----------- | --------------------- | --------- | -------------------- |
| 13 de junio | Aucas                 | 3 - 2     | Barcelona            |
| 13 de junio | Deportivo Cotopaxi    | 1 - 0     | Deportivo Cuenca     |
| 14 de junio | Universidad Católica  | 0 - 2     | Macará               |
| 14 de junio | Deportivo Quito       | 1 - 1     | El Nacional          |
| 14 de junio | Técnico Universitario | 1 - 2     | Liga de Quito        |
| 14 de junio | River Plate (R)       | 1 - 1     | Deportivo Quevedo    |
| 14 de junio | Liga de Portoviejo    | 0 - 0     | Esmeraldas Petrolero |
| 14 de junio | Audaz Octubrino       | 0 - 1     | Filanbanco           |
| 14 de junio | Emelec                | 2 - 0     | América de Quito     |

| Fecha 16    | Fecha 16             | Fecha 16  | Fecha 16              |
| Fecha       | Equipo Local         | Resultado | Equipo Visitante      |
| ----------- | -------------------- | --------- | --------------------- |
| 20 de junio | Deportivo Cuenca     | 2 - 0     | Emelec                |
| 20 de junio | América de Quito     | 4 - 0     | Técnico Universitario |
| 20 de junio | Liga de Quito        | 0 - 1     | El Nacional           |
| 20 de junio | Macará               | 1 - 1     | Deportivo Quito       |
| 21 de junio | Universidad Católica | 1 - 1     | Aucas                 |
| 21 de junio | Esmeraldas Petrolero | 2 - 1     | River Plate (R)       |
| 21 de junio | Deportivo Quevedo    | 1 - 1     | Liga de Portoviejo    |
| 21 de junio | Audaz Octubrino      | 2 - 1     | Deportivo Cotopaxi    |
| 21 de junio | Barcelona            | 4 - 0     | Filanbanco            |

| Fecha 17    | Fecha 17              | Fecha 17  | Fecha 17             |
| Fecha       | Equipo Local          | Resultado | Equipo Visitante     |
| ----------- | --------------------- | --------- | -------------------- |
| 27 de junio | Universidad Católica  | 0 - 1     | Barcelona            |
| 27 de junio | El Nacional           | 1 - 1     | América de Quito     |
| 27 de junio | Deportivo Cotopaxi    | 1 - 1     | Filanbanco           |
| 27 de junio | Técnico Universitario | 2 - 2     | Deportivo Cuenca     |
| 28 de junio | Aucas                 | 0 - 1     | Deportivo Quito      |
| 28 de junio | River Plate (R)       | 0 - 0     | Macará               |
| 28 de junio | Deportivo Quevedo     | 0 - 0     | Esmeraldas Petrolero |
| 28 de junio | Liga de Portoviejo    | 1 - 1     | Audaz Octubrino      |
| 28 de junio | Emelec                | 1 - 1     | Liga de Quito        |

| Fecha 18   | Fecha 18             | Fecha 18  | Fecha 18              |
| Fecha      | Equipo Local         | Resultado | Equipo Visitante      |
| ---------- | -------------------- | --------- | --------------------- |
| 4 de julio | Esmeraldas Petrolero | 2 - 1     | América de Quito      |
| 5 de julio | Universidad Católica | 1 - 0     | Técnico Universitario |
| 5 de julio | Deportivo Quito      | 1 - 0     | Emelec                |
| 5 de julio | Macará               | 2 - 1     | Liga de Quito         |
| 5 de julio | El Nacional          | 2 - 0     | Filanbanco            |
| 5 de julio | River Plate (R)      | 3 - 0     | Audaz Octubrino       |
| 5 de julio | Deportivo Quevedo    | 2 - 0     | Deportivo Cotopaxi    |
| 5 de julio | Liga de Portoviejo   | 3 - 1     | Aucas                 |
| 5 de julio | Barcelona            | 1 - 0     | Deportivo Cuenca      |

| Fecha 19    | Fecha 19              | Fecha 19  | Fecha 19             |
| Fecha       | Equipo Local          | Resultado | Equipo Visitante     |
| ----------- | --------------------- | --------- | -------------------- |
| 11 de julio | América de Quito      | 0 - 2     | Deportivo Quito      |
| 11 de julio | Liga de Quito         | 3 - 1     | Liga de Portoviejo   |
| 11 de julio | Deportivo Cotopaxi    | 1 - 2     | Barcelona            |
| 11 de julio | Aucas                 | 3 - 1     | Macará               |
| 11 de julio | Técnico Universitario | 2 - 1     | Deportivo Quevedo    |
| 12 de julio | Deportivo Cuenca      | 0 - 0     | Esmeraldas Petrolero |
| 12 de julio | Audaz Octubrino       | 2 - 0     | El Nacional          |
| 12 de julio | Filanbanco            | 3 - 1     | River Plate (R)      |
| 12 de julio | Emelec                | 2 - 0     | Universidad Católica |

| Fecha 20    | Fecha 20             | Fecha 20  | Fecha 20              |
| Fecha       | Equipo Local         | Resultado | Equipo Visitante      |
| ----------- | -------------------- | --------- | --------------------- |
| 15 de julio | Esmeraldas Petrolero | 0 - 1     | Técnico Universitario |
| 15 de julio | Universidad Católica | 2 - 1     | Filanbanco            |
| 15 de julio | Liga de Portoviejo   | 1 - 0     | Deportivo Quito       |
| 15 de julio | Macará               | 1 - 2     | Emelec                |
| 15 de julio | River Plate (R)      | 1 - 1     | Aucas                 |
| 15 de julio | Deportivo Quevedo    | 1 - 0     | Deportivo Cuenca      |
| 15 de julio | El Nacional          | 5 - 2     | Deportivo Cotopaxi    |
| 15 de julio | Liga de Quito        | 1 - 1     | América de Quito      |
| 15 de julio | Barcelona            | 0 - 1     | Audaz Octubrino       |

| Fecha 21    | Fecha 21              | Fecha 21  | Fecha 21             |
| Fecha       | Equipo Local          | Resultado | Equipo Visitante     |
| ----------- | --------------------- | --------- | -------------------- |
| 18 de julio | América de Quito      | 1 - 0     | Liga de Portoviejo   |
| 18 de julio | Deportivo Quito       | 1 - 2     | Barcelona            |
| 18 de julio | Deportivo Cotopaxi    | 0 - 1     | Universidad Católica |
| 18 de julio | El Nacional           | 0 - 2     | Aucas                |
| 19 de julio | Técnico Universitario | 1 - 1     | River Plate (R)      |
| 19 de julio | Deportivo Cuenca      | 6 - 2     | Macará               |
| 19 de julio | Audaz Octubrino       | 0 - 0     | Liga de Quito        |
| 19 de julio | Emelec                | 2 - 0     | Esmeraldas Petrolero |
| 19 de julio | Filanbanco            | 4 - 1     | Deportivo Quevedo    |

| Fecha 22    | Fecha 22             | Fecha 22  | Fecha 22              |
| Fecha       | Equipo Local         | Resultado | Equipo Visitante      |
| ----------- | -------------------- | --------- | --------------------- |
| 25 de julio | Esmeraldas Petrolero | 1 - 3     | Filanbanco            |
| 25 de julio | Universidad Católica | 0 - 0     | América de Quito      |
| 25 de julio | Aucas                | 5 - 1     | Audaz Octubrino       |
| 25 de julio | Liga de Quito        | 3 - 0     | Deportivo Quito       |
| 26 de julio | Macará               | 2 - 0     | Deportivo Cotopaxi    |
| 26 de julio | River Plate (R)      | 1 - 2     | Deportivo Cuenca      |
| 26 de julio | Deportivo Quevedo    | 1 - 1     | El Nacional           |
| 26 de julio | Liga de Portoviejo   | 2 - 0     | Emelec                |
| 26 de julio | Barcelona            | 2 - 0     | Técnico Universitario |

| Fecha 23    | Fecha 23              | Fecha 23  | Fecha 23             |
| Fecha       | Equipo Local          | Resultado | Equipo Visitante     |
| ----------- | --------------------- | --------- | -------------------- |
| 29 de julio | Audaz Octubrino       | 1 - 1     | Macará               |
| 29 de julio | América de Quito      | 3 - 2     | Barcelona            |
| 29 de julio | Deportivo Cotopaxi    | 1 - 2     | River Plate (R)      |
| 29 de julio | Técnico Universitario | 1 - 1     | Liga de Portoviejo   |
| 29 de julio | El Nacional           | 5 - 1     | Esmeraldas Petrolero |
| 29 de julio | Emelec                | 3 - 0     | Aucas                |
| 29 de julio | Deportivo Cuenca      | 1 - 0     | Universidad Católica |
| 29 de julio | Liga de Quito         | 6 - 2     | Deportivo Quevedo    |
| 29 de julio | Filanbanco            | 1 - 2     | Deportivo Quito      |

| Fecha 24    | Fecha 24             | Fecha 24  | Fecha 24              |
| Fecha       | Equipo Local         | Resultado | Equipo Visitante      |
| ----------- | -------------------- | --------- | --------------------- |
| 1 de agosto | Esmeraldas Petrolero | 4 - 3     | Deportivo Cotopaxi    |
| 1 de agosto | Aucas                | 2 - 4     | Técnico Universitario |
| 1 de agosto | Universidad Católica | 1 - 2     | Liga de Quito         |
| 2 de agosto | Macará               | 2 - 1     | Filanbanco            |
| 2 de agosto | Deportivo Quito      | 1 - 2     | Audaz Octubrino       |
| 2 de agosto | River Plate (R)      | 1 - 1     | América de Quito      |
| 2 de agosto | Deportivo Quevedo    | 2 - 1     | Emelec                |
| 2 de agosto | Liga de Portoviejo   | 1 - 0     | Deportivo Cuenca      |
| 2 de agosto | Barcelona            | 1 - 0     | El Nacional           |

| Fecha 25    | Fecha 25              | Fecha 25  | Fecha 25             |
| Fecha       | Equipo Local          | Resultado | Equipo Visitante     |
| ----------- | --------------------- | --------- | -------------------- |
| 8 de agosto | Universidad Católica  | 1 - 0     | River Plate (R)      |
| 8 de agosto | América de Quito      | 2 - 1     | Deportivo Quevedo    |
| 8 de agosto | Técnico Universitario | 1 - 1     | Deportivo Quito      |
| 8 de agosto | El Nacional           | 5 - 2     | Macará               |
| 8 de agosto | Deportivo Cotopaxi    | 0 - 1     | Aucas                |
| 9 de agosto | Deportivo Cuenca      | 0 - 0     | Liga de Quito        |
| 9 de agosto | Audaz Octubrino       | 1 - 1     | Esmeraldas Petrolero |
| 9 de agosto | Filanbanco            | 4 - 1     | Liga de Portoviejo   |
| 9 de agosto | Barcelona             | 2 - 1     | Emelec               |

| Fecha 26     | Fecha 26             | Fecha 26  | Fecha 26              |
| Fecha        | Equipo Local         | Resultado | Equipo Visitante      |
| ------------ | -------------------- | --------- | --------------------- |
| 12 de agosto | Liga de Quito        | 1 - 1     | Filanbanco            |
| 12 de agosto | Esmeraldas Petrolero | 2 - 3     | Universidad Católica  |
| 12 de agosto | Macará               | 0 - 0     | Barcelona             |
| 12 de agosto | Liga de Portoviejo   | 4 - 0     | Deportivo Cotopaxi    |
| 12 de agosto | Deportivo Quevedo    | 0 - 2     | Audaz Octubrino       |
| 12 de agosto | River Plate (R)      | 3 - 1     | El Nacional           |
| 12 de agosto | Deportivo Quito      | 0 - 0     | Deportivo Cuenca      |
| 12 de agosto | Emelec               | 0 - 1     | Técnico Universitario |
| 12 de agosto | Aucas                | 1 - 1     | América de Quito      |

| Fecha 27     | Fecha 27             | Fecha 27  | Fecha 27              |
| Fecha        | Equipo Local         | Resultado | Equipo Visitante      |
| ------------ | -------------------- | --------- | --------------------- |
| 15 de agosto | Barcelona            | 3 - 2     | Esmeraldas Petrolero  |
| 15 de agosto | Filanbanco           | 2 - 1     | Aucas                 |
| 15 de agosto | Deportivo Cotopaxi   | 0 - 1     | Deportivo Quito       |
| 16 de agosto | Universidad Católica | 2 - 3     | Deportivo Quevedo     |
| 16 de agosto | El Nacional          | 3 - 0     | Liga de Portoviejo    |
| 16 de agosto | Macará               | 3 - 0     | Técnico Universitario |
| 16 de agosto | Deportivo Cuenca     | 2 - 1     | América de Quito      |
| 16 de agosto | Liga de Quito        | 1 - 1     | River Plate (R)       |
| 16 de agosto | Audaz Octubrino      | 1 - 1     | Emelec                |

| Fecha 28     | Fecha 28              | Fecha 28  | Fecha 28             |
| Fecha        | Equipo Local          | Resultado | Equipo Visitante     |
| ------------ | --------------------- | --------- | -------------------- |
| 22 de agosto | Esmeraldas Petrolero  | 2 - 2     | Liga de Quito        |
| 22 de agosto | El Nacional           | 3 - 1     | Universidad Católica |
| 22 de agosto | América de Quito      | 3 - 1     | Audaz Octubrino      |
| 22 de agosto | Técnico Universitario | 1 - 1     | Filanbanco           |
| 22 de agosto | Aucas                 | 1 - 2     | Deportivo Cuenca     |
| 23 de agosto | River Plate (R)       | 0 - 0     | Barcelona            |
| 23 de agosto | Deportivo Quevedo     | 2 - 1     | Deportivo Quito      |
| 23 de agosto | Liga de Portoviejo    | 3 - 1     | Macará               |
| 23 de agosto | Emelec                | 4 - 0     | Deportivo Cotopaxi   |

| Fecha 29     | Fecha 29           | Fecha 29  | Fecha 29              |
| Fecha        | Equipo Local       | Resultado | Equipo Visitante      |
| ------------ | ------------------ | --------- | --------------------- |
| 26 de agosto | Deportivo Quito    | 5 - 0     | Esmeraldas Petrolero  |
| 26 de agosto | El Nacional        | 3 - 1     | Deportivo Cuenca      |
| 26 de agosto | River Plate (R)    | 0 - 1     | Emelec                |
| 26 de agosto | Audaz Octubrino    | 2 - 1     | Universidad Católica  |
| 26 de agosto | Deportivo Cotopaxi | 0 - 5     | Técnico Universitario |
| 26 de agosto | Macará             | 3 - 1     | Deportivo Quevedo     |
| 26 de agosto | Filanbanco         | 2 - 0     | América de Quito      |
| 26 de agosto | Aucas              | 0 - 0     | Liga de Quito         |
| 26 de agosto | Barcelona          | 2 - 1     | Liga de Portoviejo    |

| Fecha 30         | Fecha 30              | Fecha 30  | Fecha 30           |
| Fecha            | Equipo Local          | Resultado | Equipo Visitante   |
| ---------------- | --------------------- | --------- | ------------------ |
| 29 de agosto     | Esmeraldas Petrolero  | 0 - 1     | Aucas              |
| 29 de agosto     | Universidad Católica  | 0 - 2     | Deportivo Quito    |
| 29 de agosto     | Liga de Quito         | 1 - 0     | Deportivo Cotopaxi |
| 29 de agosto     | Técnico Universitario | 2 - 0     | Audaz Octubrino    |
| 29 de agosto     | América de Quito      | 0 - 0     | Macará             |
| 30 de agosto     | Deportivo Cuenca      | 2 - 1     | Filanbanco         |
| 30 de agosto     | Liga de Portoviejo    | 7 - 1     | River Plate (R)    |
| 30 de agosto     | Emelec                | 4 - 1     | El Nacional        |
| 27 de septiembre | Deportivo Quevedo     | 2 - 1     | Barcelona          |

| Fecha 31        | Fecha 31             | Fecha 31  | Fecha 31              |
| Fecha           | Equipo Local         | Resultado | Equipo Visitante      |
| --------------- | -------------------- | --------- | --------------------- |
| 5 de septiembre | Filanbanco           | 0 - 0     | Emelec                |
| 5 de septiembre | Barcelona            | 0 - 0     | Liga de Quito         |
| 5 de septiembre | Aucas                | 3 - 1     | Deportivo Quevedo     |
| 5 de septiembre | Deportivo Cotopaxi   | 1 - 0     | América de Quito      |
| 6 de septiembre | Universidad Católica | 4 - 2     | Liga de Portoviejo    |
| 6 de septiembre | El Nacional          | 5 - 2     | Técnico Universitario |
| 6 de septiembre | Macará               | 1 - 0     | Esmeraldas Petrolero  |
| 6 de septiembre | River Plate (R)      | 2 - 2     | Deportivo Quito       |
| 6 de septiembre | Audaz Octubrino      | 0 - 1     | Deportivo Cuenca      |

| Fecha 32         | Fecha 32             | Fecha 32  | Fecha 32              |
| Fecha            | Equipo Local         | Resultado | Equipo Visitante      |
| ---------------- | -------------------- | --------- | --------------------- |
| 12 de septiembre | Esmeraldas Petrolero | 1 - 3     | Liga de Portoviejo    |
| 12 de septiembre | Deportivo Cuenca     | 1 - 0     | Deportivo Cotopaxi    |
| 12 de septiembre | Barcelona            | 1 - 0     | Aucas                 |
| 13 de septiembre | América de Quito     | 1 - 0     | Emelec                |
| 13 de septiembre | Liga de Quito        | 0 - 3     | Técnico Universitario |
| 13 de septiembre | Macará               | 1 - 0     | Universidad Católica  |
| 13 de septiembre | El Nacional          | 2 - 1     | Deportivo Quito       |
| 13 de septiembre | Deportivo Quevedo    | 1 - 0     | River Plate (R)       |
| 13 de septiembre | Filanbanco           | 2 - 1     | Audaz Octubrino       |

| Fecha 33         | Fecha 33              | Fecha 33  | Fecha 33             |
| Fecha            | Equipo Local          | Resultado | Equipo Visitante     |
| ---------------- | --------------------- | --------- | -------------------- |
| 15 de septiembre | El Nacional           | 1 - 1     | Liga de Quito        |
| 16 de septiembre | Técnico Universitario | 0 - 0     | América de Quito     |
| 16 de septiembre | Deportivo Cotopaxi    | 1 - 1     | Audaz Octubrino      |
| 16 de septiembre | Liga de Portoviejo    | 5 - 0     | Deportivo Quevedo    |
| 16 de septiembre | River Plate (R)       | 2 - 2     | Esmeraldas Petrolero |
| 16 de septiembre | Deportivo Quito       | 3 - 3     | Macará               |
| 16 de septiembre | Aucas                 | 2 - 4     | Universidad Católica |
| 16 de septiembre | Emelec                | 2 - 2     | Deportivo Cuenca     |
| 30 de septiembre | Filanbanco            | 3 - 2     | Barcelona            |

| Fecha 34         | Fecha 34             | Fecha 34  | Fecha 34              |
| Fecha            | Equipo Local         | Resultado | Equipo Visitante      |
| ---------------- | -------------------- | --------- | --------------------- |
| 19 de septiembre | Esmeraldas Petrolero | 4 - 2     | Deportivo Quevedo     |
| 19 de septiembre | Liga de Quito        | 2 - 0     | Emelec                |
| 19 de septiembre | Filanbanco           | 3 - 0     | Deportivo Cotopaxi    |
| 19 de septiembre | Barcelona            | 1 - 0     | Universidad Católica  |
| 19 de septiembre | Deportivo Quito      | 2 - 2     | Aucas                 |
| 20 de septiembre | América de Quito     | 1 - 3     | El Nacional           |
| 20 de septiembre | Deportivo Cuenca     | 0 - 0     | Técnico Universitario |
| 20 de septiembre | Macará               | 5 - 3     | River Plate (R)       |
| 20 de septiembre | Audaz Octubrino      | 1 - 0     | Liga de Portoviejo    |

### Tabla de posiciones
|  |  |     | Equipo                 | PJ | PG | PE | PP | GF | GC | DG  | PTS | PB |
|  |  | --- | ---------------------- | -- | -- | -- | -- | -- | -- | --- | --- | -- |
|  |  | 1.  | Barcelona              | 34 | 21 | 5  | 8  | 50 | 25 | +25 | 47  | 2  |
|  |  | 2.  | El Nacional            | 34 | 19 | 6  | 9  | 67 | 41 | +27 | 44  | 1  |
|  |  | 3.  | Liga de Quito          | 34 | 14 | 15 | 5  | 49 | 29 | +20 | 43  |    |
|  |  | 4.  | Deportivo Cuenca       | 34 | 16 | 11 | 7  | 39 | 21 | +18 | 43  |    |
|  |  | 5.  | Filanbanco             | 34 | 17 | 8  | 9  | 57 | 37 | +20 | 42  |    |
|  |  | 6.  | Deportivo Quito        | 34 | 13 | 11 | 10 | 52 | 38 | +15 | 37  |    |
|  |  | 7.  | Aucas                  | 34 | 13 | 11 | 10 | 48 | 42 | +6  | 37  |    |
|  |  | 8.  | Audaz Octubrino        | 34 | 14 | 9  | 11 | 37 | 39 | -2  | 37  |    |
|  |  | 9.  | Liga de Portoviejo     | 34 | 14 | 8  | 12 | 51 | 41 | +10 | 36  |    |
|  |  | 10. | Emelec                 | 34 | 14 | 6  | 14 | 43 | 37 | +6  | 34  |    |
|  |  | 11. | Técnico Universitario  | 34 | 11 | 12 | 11 | 42 | 40 | +2  | 34  |    |
|  |  | 12. | Macará                 | 34 | 12 | 10 | 12 | 49 | 53 | -4  | 34  |    |
|  |  | 13. | América de Quito       | 34 | 9  | 12 | 13 | 32 | 39 | -7  | 30  |    |
|  |  | 14. | Deportivo Quevedo      | 34 | 11 | 6  | 17 | 39 | 66 | -27 | 28  |    |
|  |  | 15. | Universidad Católica   | 34 | 8  | 9  | 17 | 31 | 47 | -16 | 25  |    |
|  |  | 16. | Esmeraldas Petrolero   | 34 | 8  | 9  | 17 | 35 | 57 | -22 | 25  |    |
|  |  | 17. | River Plate (Riobamba) | 34 | 6  | 12 | 16 | 33 | 50 | -17 | 24  |    |
|  |  | 18. | Deportivo Cotopaxi     | 34 | 3  | 6  | 25 | 26 | 78 | -52 | 12  |    |

PJ = Partidos jugados; PG = Partidos ganados; PE = Partidos empatados; PP = Partidos perdidos; GF = Goles a favor; GC = Goles en contra; DG = Diferencia de gol; PTS = Puntos; PB = Puntos de bonificación
|  | Clasificaron a la fase de grupos. |
|  | Descendió a la Segunda División.  |

## Segunda etapa

### Partidos y resultados
| Fecha 1      | Fecha 1            | Fecha 1   | Fecha 1               |
| Fecha        | Equipo Local       | Resultado | Equipo Visitante      |
| ------------ | ------------------ | --------- | --------------------- |
| 3 de octubre | Filanbanco         | 2 - 0     | Técnico Universitario |
| 4 de octubre | Deportivo Quito    | 1 - 0     | Deportivo Cuenca      |
| 4 de octubre | Liga de Portoviejo | 0 - 1     | Aucas                 |
| 4 de octubre | El Nacional        | 2 - 1     | Emelec                |
| 4 de octubre | Barcelona          | 2 - 1     | Liga de Quito         |
| 4 de octubre | Macará             | 1 - 1     | Audaz Octubrino       |

| Fecha 2       | Fecha 2               | Fecha 2   | Fecha 2            |
| Fecha         | Equipo Local          | Resultado | Equipo Visitante   |
| ------------- | --------------------- | --------- | ------------------ |
| 10 de octubre | Técnico Universitario | 1 - 1     | Barcelona          |
| 11 de octubre | Deportivo Cuenca      | 0 - 0     | El Nacional        |
| 11 de octubre | Liga de Quito         | 1 - 1     | Liga de Portoviejo |
| 11 de octubre | Audaz Octubrino       | 2 - 2     | Deportivo Quito    |
| 11 de octubre | Aucas                 | 0 - 3     | Filanbanco         |
| 11 de octubre | Emelec                | 3 - 0     | Macará             |

| Fecha 3       | Fecha 3            | Fecha 3   | Fecha 3               |
| Fecha         | Equipo Local       | Resultado | Equipo Visitante      |
| ------------- | ------------------ | --------- | --------------------- |
| 17 de octubre | Liga de Quito      | 3 - 1     | Aucas                 |
| 17 de octubre | Macará             | 2 - 0     | Deportivo Cuenca      |
| 18 de octubre | Liga de Portoviejo | 2 - 1     | Técnico Universitario |
| 18 de octubre | El Nacional        | 2 - 1     | Deportivo Quito       |
| 18 de octubre | Barcelona          | 1 - 1     | Filanbanco            |
| 18 de octubre | Emelec             | 3 - 0     | Audaz Octubrino       |

| Fecha 4       | Fecha 4               | Fecha 4   | Fecha 4            |
| Fecha         | Equipo Local          | Resultado | Equipo Visitante   |
| ------------- | --------------------- | --------- | ------------------ |
| 20 de octubre | Deportivo Cuenca      | 1 - 1     | Emelec             |
| 21 de octubre | Técnico Universitario | 2 - 1     | Liga de Quito      |
| 21 de octubre | Filanbanco            | 0 - 0     | Liga de Portoviejo |
| 21 de octubre | Deportivo Quito       | 0 - 0     | Macará             |
| 21 de octubre | Barcelona             | 2 - 1     | Aucas              |
| 21 de octubre | El Nacional           | 4 - 1     | Audaz Octubrino    |

| Fecha 5       | Fecha 5            | Fecha 5   | Fecha 5               |
| Fecha         | Equipo Local       | Resultado | Equipo Visitante      |
| ------------- | ------------------ | --------- | --------------------- |
| 25 de octubre | Aucas              | 5 - 2     | Técnico Universitario |
| 25 de octubre | Macará             | 3 - 0     | El Nacional           |
| 25 de octubre | Liga de Quito      | 1 - 0     | Filanbanco            |
| 25 de octubre | Audaz Octubrino    | 1 - 0     | Deportivo Cuenca      |
| 25 de octubre | Liga de Portoviejo | 0 - 0     | Barcelona             |
| 25 de octubre | Emelec             | 1 - 1     | Deportivo Quito       |

| Fecha 6        | Fecha 6               | Fecha 6   | Fecha 6            |
| Fecha          | Equipo Local          | Resultado | Equipo Visitante   |
| -------------- | --------------------- | --------- | ------------------ |
| 31 de octubre  | Aucas                 | 2 - 0     | Liga de Portoviejo |
| 31 de octubre  | Deportivo Cuenca      | 0 - 2     | Deportivo Quito    |
| 31 de octubre  | Técnico Universitario | 1 - 1     | Filanbanco         |
| 31 de octubre  | Audaz Octubrino       | 1 - 0     | Macará             |
| 31 de octubre  | Liga de Quito         | 3 - 1     | Barcelona          |
| 1 de noviembre | Emelec                | 2 - 1     | El Nacional        |

| Fecha 7        | Fecha 7            | Fecha 7   | Fecha 7               |
| Fecha          | Equipo Local       | Resultado | Equipo Visitante      |
| -------------- | ------------------ | --------- | --------------------- |
| 4 de noviembre | Liga de Portoviejo | 4 - 2     | Liga de Quito         |
| 4 de noviembre | Macará             | 2 - 1     | Emelec                |
| 4 de noviembre | Filanbanco         | 2 - 0     | Aucas                 |
| 4 de noviembre | Deportivo Quito    | 1 - 1     | Audaz Octubrino       |
| 4 de noviembre | Barcelona          | 3 - 1     | Técnico Universitario |
| 4 de noviembre | El Nacional        | 1 - 1     | Deportivo Cuenca      |

| Fecha 8        | Fecha 8               | Fecha 8   | Fecha 8            |
| Fecha          | Equipo Local          | Resultado | Equipo Visitante   |
| -------------- | --------------------- | --------- | ------------------ |
| 7 de noviembre | América de Quito      | 1 - 1     | Liga de Quito      |
| 7 de noviembre | Técnico Universitario | 2 - 2     | Liga de Portoviejo |
| 8 de noviembre | Deportivo Cuenca      | 2 - 3     | Macará             |
| 8 de noviembre | Deportivo Quito       | 2 - 1     | El Nacional        |
| 8 de noviembre | Filanbanco            | 0 - 1     | Barcelona          |
| 8 de noviembre | Audaz Octubrino       | 2 - 0     | Emelec             |

| Fecha 9         | Fecha 9            | Fecha 9   | Fecha 9               |
| Fecha           | Equipo Local       | Resultado | Equipo Visitante      |
| --------------- | ------------------ | --------- | --------------------- |
| 15 de noviembre | Liga de Quito      | 5 - 0     | Técnico Universitario |
| 15 de noviembre | Macará             | 0 - 3     | Deportivo Quito       |
| 15 de noviembre | Aucas              | 1 - 1     | Barcelona             |
| 15 de noviembre | Audaz Octubrino    | 2 - 1     | El Nacional           |
| 15 de noviembre | Liga de Portoviejo | 2 - 5     | Filanbanco            |
| 15 de noviembre | Emelec             | 2 - 0     | Deportivo Cuenca      |

| Fecha 10        | Fecha 10              | Fecha 10  | Fecha 10           |
| Fecha           | Equipo Local          | Resultado | Equipo Visitante   |
| --------------- | --------------------- | --------- | ------------------ |
| 21 de noviembre | Técnico Universitario | 0 - 1     | Aucas              |
| 22 de noviembre | Deportivo Quito       | 4 - 3     | Emelec             |
| 22 de noviembre | Filanbanco            | 7 - 1     | Liga de Quito      |
| 22 de noviembre | El Nacional           | 2 - 2     | Macará             |
| 22 de noviembre | Barcelona             | 2 - 3     | Liga de Portoviejo |
| 22 de noviembre | Deportivo Cuenca      | 0 - 0     | Audaz Octubrino    |

### Tabla de posiciones

#### Fase de grupos
Grupo 1
|  |  |    | Equipo                | PJ | PG | PE | PP | GF | GC | DG  | PTS | PB |
|  |  | -- | --------------------- | -- | -- | -- | -- | -- | -- | --- | --- | -- |
|  |  | 1. | Barcelona             | 10 | 4  | 4  | 2  | 14 | 12 | +2  | 14  | 1  |
|  |  | 2. | Filanbanco            | 10 | 5  | 3  | 2  | 21 | 7  | +14 | 13  |    |
|  |  | 3. | Liga de Quito         | 10 | 4  | 2  | 4  | 19 | 19 | 0   | 10  |    |
|  |  | 4. | Aucas                 | 10 | 4  | 2  | 4  | 13 | 14 | -1  | 10  |    |
|  |  | 5. | Liga de Portoviejo    | 10 | 3  | 4  | 3  | 14 | 16 | -2  | 10  |    |
|  |  | 6. | Técnico Universitario | 10 | 1  | 3  | 6  | 10 | 23 | -13 | 5   |    |

Grupo 2
|  |  |    | Equipo           | PJ | PG | PE | PP | GF | GC | DG | PTS | PB |
|  |  | -- | ---------------- | -- | -- | -- | -- | -- | -- | -- | --- | -- |
|  |  | 1. | Deportivo Quito  | 10 | 5  | 4  | 1  | 17 | 10 | +7 | 14  | 1  |
|  |  | 2. | Audaz Octubrino  | 10 | 4  | 4  | 2  | 11 | 12 | -1 | 12  |    |
|  |  | 3. | Macará           | 10 | 4  | 3  | 3  | 13 | 13 | 0  | 11  |    |
|  |  | 4. | Emelec           | 10 | 4  | 2  | 4  | 17 | 13 | +4 | 10  |    |
|  |  | 5. | El Nacional      | 10 | 3  | 3  | 4  | 14 | 15 | -1 | 10  |    |
|  |  | 6. | Deportivo Cuenca | 10 | 0  | 4  | 6  | 4  | 13 | -9 | 4   |    |

PJ = Partidos jugados; PG = Partidos ganados; PE = Partidos empatados; PP = Partidos perdidos; GF = Goles a favor; GC = Goles en contra; DG = Diferencia de gol; PTS = Puntos; PB = Puntos de bonificación
|  | Clasificaron al Cuadrangular final. |

##### Evolución de la clasificación
Grupo 1
Grupo 2

## Cuadrangular final

### Partidos y resultados
| Fecha 1         | Fecha 1         | Fecha 1   | Fecha 1          |
| Fecha           | Equipo Local    | Resultado | Equipo Visitante |
| --------------- | --------------- | --------- | ---------------- |
| 28 de noviembre | Filanbanco      | 2 - 0     | Deportivo Quito  |
| 28 de noviembre | Audaz Octubrino | 2 - 1     | Barcelona        |

| Fecha 2        | Fecha 2         | Fecha 2   | Fecha 2          |
| Fecha          | Equipo Local    | Resultado | Equipo Visitante |
| -------------- | --------------- | --------- | ---------------- |
| 2 de diciembre | Deportivo Quito | 4 - 0     | Audaz Octubrino  |
| 2 de diciembre | Barcelona       | 0 - 0     | Filanbanco       |

| Fecha 3        | Fecha 3         | Fecha 3   | Fecha 3          |
| Fecha          | Equipo Local    | Resultado | Equipo Visitante |
| -------------- | --------------- | --------- | ---------------- |
| 6 de diciembre | Audaz Octubrino | 1 - 1     | Filanbanco       |
| 6 de diciembre | Barcelona       | 2 - 0     | Deportivo Quito  |

| Fecha 4        | Fecha 4         | Fecha 4   | Fecha 4          |
| Fecha          | Equipo Local    | Resultado | Equipo Visitante |
| -------------- | --------------- | --------- | ---------------- |
| 9 de diciembre | Deportivo Quito | 1 - 1     | Filanbanco       |
| 9 de diciembre | Barcelona       | 1 - 0     | Audaz Octubrino  |

| Fecha 5         | Fecha 5         | Fecha 5   | Fecha 5          |
| Fecha           | Equipo Local    | Resultado | Equipo Visitante |
| --------------- | --------------- | --------- | ---------------- |
| 13 de diciembre | Filanbanco      | 0 - 0     | Barcelona        |
| 13 de diciembre | Audaz Octubrino | 3 - 0     | Deportivo Quito  |

| Fecha 6         | Fecha 6         | Fecha 6   | Fecha 6          |
| Fecha           | Equipo Local    | Resultado | Equipo Visitante |
| --------------- | --------------- | --------- | ---------------- |
| 20 de diciembre | Deportivo Quito | 0 - 1     | Barcelona (C)    |
| 20 de diciembre | Filanbanco      | 2 - 0     | Audaz Octubrino  |

### Tabla de posiciones
|      |  |    | Equipo          | PJ | PG | PE | PP | GF | GC | DG | PTS | PB |
| ---- |  | -- | --------------- | -- | -- | -- | -- | -- | -- | -- | --- | -- |
| (C)  |  | 1. | Barcelona       | 6  | 3  | 2  | 1  | 5  | 2  | +3 | 9   | 1  |
| (SC) |  | 2. | Filanbanco      | 6  | 2  | 4  | 0  | 6  | 2  | +4 | 8   |    |
|      |  | 3. | Audaz Octubrino | 6  | 2  | 1  | 3  | 6  | 9  | -3 | 5   |    |
|      |  | 4. | Deportivo Quito | 6  | 1  | 1  | 4  | 5  | 9  | -4 | 4   | 1  |

PJ = Partidos jugados; PG = Partidos ganados; PE = Partidos empatados; PP = Partidos perdidos; GF = Goles a favor; GC = Goles en contra; DG = Diferencia de gol; PTS = Puntos; PB = Puntos de bonificación
| (C)  | Campeón, clasificó a la Copa Libertadores 1988.    |
| (SC) | Subcampeón, clasificó a la Copa Libertadores 1988. |

### Campeón
|                                            |
|                                            |
| Campeón Barcelona Sporting Club 9.º título |

## Goleadores
| Jugador             | Equipo             | Goles |
| ------------------- | ------------------ | ----- |
| Ermen Benítez       | El Nacional        | 23    |
| Hamilton Cuvi       | Filanbanco         | 23    |
| Waldemar Victorino  | Liga de Portoviejo | 23    |
| José Vicente Moreno | Liga de Quito      | 20    |
| Santos González     | Aucas              | 19    |
| Luis Fernández      | Deportivo Quito    | 17    |